# World Championship Series StarCraft II 2016
Navigation
WCS StarCraft II 2015 WCS StarCraft II 2017
La série de championnats du monde StarCraft II 2016 (WCS) est l'édition 2016 de la série de championnats du monde StarCraft II, le plus haut niveau de compétition d'esports pour StarCraft II. La finale mondiale de la série de tournois a été remportée par le joueur professionnel sud-coréen Byun « ByuN » Hyun Woo,.

## Format
L'édition 2016 des StarCraft II World Championship Series est marquée par la division en deux du classement WCS aux finales mondiales : le classement Corée et le classement WCS Circuit. Il y a huit places attribuées à la région coréenne dont quatre réservées aux champions des deux saisons de GSL et SSL, et huit places attribuées aux joueurs des autres joueurs dont trois réservées aux gagnants des Winter, Spring, et Summer Circuit Championships. Seuls les grands tournois mondiaux distribuant 7 500 points pourront accueillir des joueurs coréens,.

### Corée (GSL et SSL)
Le classement coréen est ouvert à tous les joueurs du monde. Presque tous les tournois y sont joués en Corée du Sud, le pays où se trouvent le plus grand nombre de joueurs professionnels et d'équipes. Contrairement aux années précédentes il n'y a que deux saisons de GSL et SSL en 2016, avec une augmentation significative de la dotation (notamment pour les petites places) par saison et des finales qui opposent les finalistes des deux ligues. Ces deux ligues offrent la majorité des points WCS du classement coréen, les événements mondiaux WCS (7 500 points) permettent aussi aux joueurs coréens de gagner des points. Les champions des deux ligues des deux saisons sont directement qualifiés pour les finales mondiales. Les quatre autres meilleurs du classement sont également qualifiés,.
La Global StarCraft II League est organisée en deux saisons. Dans la première saison, le Code S est constitué de 30 joueurs issus du Code A (60 joueurs) et des deux gagnants de la présaison. Dans la seconde saison, le Code S est constitué de 24 joueurs du Code A et des huit meilleurs joueurs du Code S de la première saison,.
La StarCraft II Starleague est constituée de 16 joueurs issus de qualifications. Les quatre demi-finalistes sont directement qualifiés pour la seconde saison,.

### World Championship Series Circuit
Le système du circuit WCS est une évolution de la Premier League de 2015. Son but est encore de mettre en lumière les bons joueurs de toutes les régions du monde. Pour y participer, les joueurs doivent être citoyens ou résidents dans les régions, :
- Amérique du Nord ;
- Europe ;
- Amérique Latine ;
- Chine ;
- Taïwan, Hong Kong, Macao ;
- Australie, Nouvelle-Zélande et Asie du Sud-Est.

Les joueurs gagnent des points en participant aux tournois du circuit WCS à travers le monde (2 500 et 5 000 points), aux tournois mondiaux (7 500 points) ouverts aussi aux Coréens, et aux trois tournois principaux : les Winter, Spring et Summer Championships. Les participants sont issus des challengers et y représentent leur région. Les gagnants de ces trois tournois sont directement qualifiés pour les finales mondiales, les cinq premiers du classement WCS Circuit sont également qualifiés. Un tournoi ayant une dotation de 25 000 dollars peuvent postuler pour obtenir un « boost Blizzard » afin de doubler la dotation et de permettre au tournoi de distribuer 5000 au lieu de 2 500 points,.

### Finales mondiales
Les 2016 StarCraft II World Championship Series Global Finals sont les phases finales qui clôturent l'année de tournois. Les 16 joueurs qui y sont qualifiés proviennent des deux classement WCS Corée (quatre champions et les quatre autres mieux classés) et WCS Circuit (trois champions et les cinq autres mieux classés). Le format de ces phases finales est différent des autres années puisqu'il est constitué de quatre groupes composés de deux joueurs de chaque région, puis d'un tableau à élimination directe à partir des quarts de finale. Ainsi huit joueurs de chaque région se qualifient aux Finales mondiales, garantissant ainsi une meilleure représentation hors-Corée.
La dotation est doublée, passant de 250 000 $ à 500 000 $, le champion du monde 2016 recevant 200 000 dollars,.
De plus, pour la première fois, une phase de groupes est introduite avant l'arbre final à élimination directe (pour la première étape du jeu), avec quatre groupes de quatre joueurs alimentant un tableau allant des quarts de finale à la finale.

## Gains
| - Global StarCraft 2 League (deux saisons) - 230 000 000 KRW (environ 194 500 USD) par saison - 27 200 points par saison - StarCraft II Starleague (deux saisons) - 134 000 000 KRW (environ 133 500 USD) par saison - 20 800 points par saison - Finales croisées - Au moins 30 000 000 KRW par saison - 1 000 points pour le gagnant | - Championnats (trois éditions) - 150 000 USD par édition - Au moins 10 000 points par édition - Challenger - 10 000 USD - 500 points - Événements du circuit - Au moins 50 000 USD pour 5 000 points - Au moins 25 000 USD pour 2 500 points |

#### Tournois mondiaux
- Plus de 50 000 USD (ou l'approbation de Blizzard) pour 7 500 points

#### Finales mondiales
- 500 000 USD

Références : Battle.net et Millenium.

#### Événements
| - Saison 1 - 2016 Global StarCraft II League Saison 1 - (P) Zest - 2016 StarCraft II Starleague Saison 1 - (Z) Dark - Cross Finals - (P) Stats - Saison 2 - 2016 Global StarCraft II League Saison 2 - 2016 Global StarCraft II Starleague Saison 2 - Cross Finals | - 2016 DreamHack Open: Leipzig - (P) PtitDrogo - 2016 WCS Winter Circuit Championship (IEM Katovice) - (T) Polt - Gold Series International 2016 (Shanghai) - (P) Harstem - 2016 DreamHack Open: Austin - (Z) Hydra - 2016 WCS Spring Circuit Championship (DreamHack Tours) - (P) ShoWTimE - 2016 DreamHack Open: Valencia - (Z) Nerchio - IEM Saison XI - Shanghai - (T) uThermal - 2016 WCS Summer Circuit Championship (DreamHack Montréal) - WCS Copa Intercontinental |

## Résultats

### Finales mondiales
La finale mondiale du WCS s'est tenue au Anaheim Convention Center à Anaheim, en Californie, dans le cadre de la BlizzCon 2016. Ils ont présenté une phase de groupe comme premier tour de jeu, jouée la semaine avant l'événement principal, suivie d'un jeu de tableau à partir des quarts de finale au centre de congrès lui-même.
|  | Quarts de finale (Bo5) | Quarts de finale (Bo5) | Quarts de finale (Bo5) | Quarts de finale (Bo5) |        |        | Demi-finales (Bo5) | Demi-finales (Bo5) | Demi-finales (Bo5) | Demi-finales (Bo5) |  |  | Finale (Bo7)  | Finale (Bo7)  | Finale (Bo7)  | Finale (Bo7)  |
|  |                        |                        |                        |                        |        |        |                    |                    |                    |                    |  |  |               |               |               |               |
|  | Date inconnue          | Date inconnue          | Date inconnue          | Date inconnue          |        |        | Date inconnue      | Date inconnue      | Date inconnue      | Date inconnue      |  |  | Date inconnue | Date inconnue | Date inconnue | Date inconnue |
|  | Date inconnue          | Date inconnue          | Date inconnue          | Date inconnue          |        |        | Date inconnue      | Date inconnue      | Date inconnue      | Date inconnue      |  |  | Date inconnue | Date inconnue | Date inconnue | Date inconnue |
|  | ShoWTimE               | ShoWTimE               | 1                      | 1                      |        |        | Date inconnue      | Date inconnue      | Date inconnue      | Date inconnue      |  |  | Date inconnue | Date inconnue | Date inconnue | Date inconnue |
|  | ShoWTimE               | ShoWTimE               | 1                      | 1                      |        |        | Date inconnue      | Date inconnue      | Date inconnue      | Date inconnue      |  |  | Date inconnue | Date inconnue | Date inconnue | Date inconnue |
|  | Elazer                 | Elazer                 | 3                      | 3                      |        |        | Date inconnue      | Date inconnue      | Date inconnue      | Date inconnue      |  |  | Date inconnue | Date inconnue | Date inconnue | Date inconnue |
|  | Elazer                 | Elazer                 | 3                      | 3                      | Elazer | Elazer | 0                  | 0                  |                    |                    |  |  | Date inconnue | Date inconnue | Date inconnue | Date inconnue |
|  | Date inconnue          |                        |                        |                        | Elazer | Elazer | 0                  | 0                  |                    |                    |  |  | Date inconnue | Date inconnue | Date inconnue | Date inconnue |
|  |                        |                        | Dark                   | Dark                   | 3      | 3      |                    |                    |                    |                    |  |  | Date inconnue | Date inconnue | Date inconnue | Date inconnue |
|  | Dark                   | Dark                   | Dark                   | Dark                   | 3      | 3      | 3                  | 3                  |                    |                    |  |  | Date inconnue | Date inconnue | Date inconnue | Date inconnue |
|  | Dark                   | Dark                   | Date inconnue          |                        |        |        | 3                  | 3                  |                    |                    |  |  | Date inconnue | Date inconnue | Date inconnue | Date inconnue |
|  | Neeblet                | Neeblet                | 0                      | 0                      |        |        |                    |                    |                    |                    |  |  | Date inconnue | Date inconnue | Date inconnue | Date inconnue |
|  | Neeblet                | Neeblet                | 0                      | 0                      | Dark   | Dark   | 2                  | 2                  |                    |                    |  |  |               |               |               |               |
|  | Date inconnue          |                        |                        |                        | Dark   | Dark   | 2                  | 2                  |                    |                    |  |  |               |               |               |               |
|  |                        |                        | ByuN                   | ByuN                   | 4      | 4      |                    |                    |                    |                    |  |  |               |               |               |               |
|  | TY                     | TY                     | ByuN                   | ByuN                   | 4      | 4      | 1                  | 1                  |                    |                    |  |  |               |               |               |               |
|  | TY                     | TY                     |                        |                        |        |        |                    |                    |                    |                    |  |  |               |               |               |               |
|  | ByuN                   | ByuN                   | 3                      | 3                      |        |        |                    |                    |                    |                    |  |  |               |               |               |               |
|  | ByuN                   | ByuN                   | 3                      | 3                      | ByuN   | ByuN   | 3                  | 3                  |                    |                    |  |  |               |               |               |               |
|  | Date inconnue          |                        |                        |                        | ByuN   | ByuN   | 3                  | 3                  |                    |                    |  |  |               |               |               |               |
|  |                        |                        | Stats                  | Stats                  | 1      | 1      |                    |                    |                    |                    |  |  |               |               |               |               |
|  | Zest                   | Zest                   | Stats                  | Stats                  | 1      | 1      | 2                  | 2                  |                    |                    |  |  |               |               |               |               |
|  | Zest                   | Zest                   |                        |                        |        |        |                    | 2                  |                    |                    |  |  |               |               |               |               |
|  | Stats                  | Stats                  | 3                      | 3                      |        |        |                    |                    |                    |                    |  |  |               |               |               |               |
|  | Stats                  | Stats                  | 3                      | 3                      |        |        |                    |                    |                    |                    |  |  |               |               |               |               |
|  |                        |                        |                        |                        |        |        |                    |                    |                    |                    |  |  |               |               |               |               |